# Applause
„Applause” este un cântec al interpretei americane Lady Gaga, de pe cel de-al treilea album de studio al său, Artpop (2013). Compoziția a fost realizată de Gaga, DJ White Shadow, Dino Zisis, Nick Monson; la compunerea versurilor au mai contribuit Martin Bresso, Nicolas Mercier, Julien Arias și William Grigahcine. Piesa a fost lansată ca primul disc single extras de pe album la 12 august 2013, sub egida casei de discuri Interscope Records. Piesa „Applause” a fost inspirată de aplauzele fanilor care au menținut-o motivată pe cântăreață în timpul turneului Born This Way Ball, înainte de anularea acestuia datorită unei răni la șold. Din punct de vedere muzical, este un cântec electropop și Eurodance construit pe bază de sintetizatoare și beat-uri hi-NRG, cu versuri ce abordează modul în care Gaga este dependentă de adorația fanilor ei și cum ea trăiește pentru a cânta.
Cântecul a primit recenzii pozitive din partea criticilor de specialitate, aceștia lăudând refrenul atrăgător și comparând piesa în mod favorabil cu lucrările de pe albumul de debut al solistei, The Fame (2008). „Applause” a obținut succes comercial în mai multe țări, ocupând locul întâi în clasamentele din Coreea de Sud, Liban, Spania și Ungaria. Single-ul a devenit, de asemenea, un șlagăr de top 10 în alte peste 15 țări, inclusiv în Statele Unite și Regatul Unit. Cântecul a obținut totodată numeroase discuri de platină în Canada, Suedia, Venezuela și Statele Unite.
Un videoclip muzical regizat de fotografii de modă Inez van Lamsweerde și Vinoodh Matadin a fost lansat pe 19 august 2013, fiind difuzat pentru prima dată pe ecranele gigant din Times Square. Videoclipul a primit recenzii pozitive din partea criticilor, aceștia considerându-l un profil al artistei și remarcând referințele către cinematograful expresionist german și Andy Warhol. Pentru a-și promova single-ul, Gaga a deschis ediția din 2013 a premiilor MTV Video Music Awards cu o interpretare a cântecului, prezentându-și cariera prin numeroase schimbări de garderobă pe scenă. Solista a cântat „Applause” și la emisiunile Good Morning America, Saturday Night Live, în turneele ArtRave: The Artpop Ball și Joanne World Tour,  precum și la spectacolele rezidențiale Lady Gaga Live at Roseland Ballroom și Lady Gaga Enigma.

## Informații generale

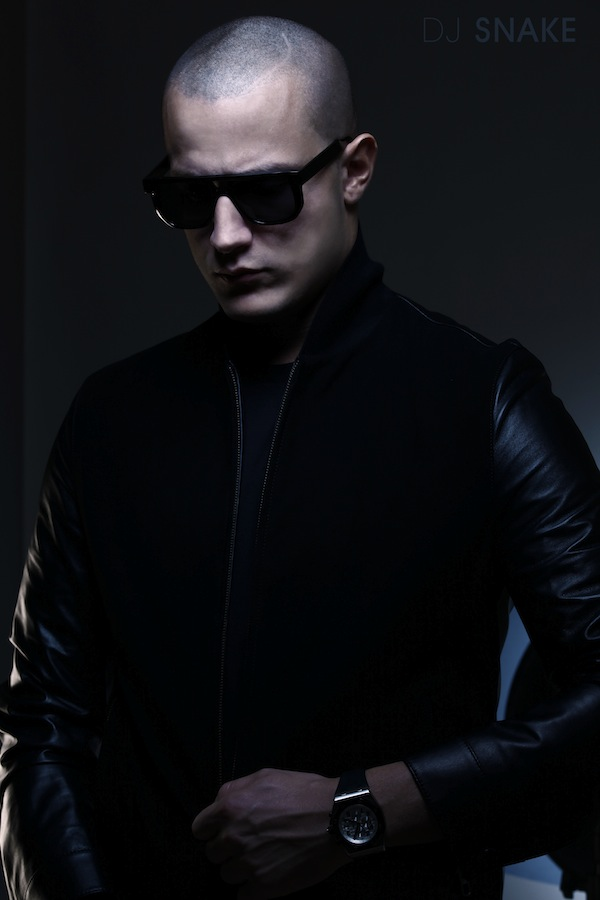
DJ Snake, unul dintre co-textierii cântecului „Applause”.

Dezvoltarea albumului Artpop a început cu puțin timp după lansarea lui Born This Way (2011), iar în următorul an, conceptul albumului a început să prindă formă, Gaga colaborând cu producătorii Fernando Garibay și DJ White Shadow. Primele ședințe de înregistrare pentru Artpop au coincis cu turneul Born This Way Ball, aproximativ cincizeci de cântece fiind compuse și luate în considerare pentru includere în materialul discografic. Artista a admis faptul că și-a dorit ca publicul să „se distreze” cu Artpop, albumul reflectând o „noapte în club”. Între timp, Gaga a început să își prezinte melodiile casei de discuri, sperând că va putea să dezvăluie numele albumului începând cu luna septembrie. În final, anunțul a fost făcut cu o lună înainte.
În urma unei intervenții chirurgicale la șold în luna februarie a anului 2013, solista a fost forțată să ia o pauză de șase luni, timp în care aceasta a studiat literatură și muzică împreună cu Haus of Gaga. De asemenea, aceasta a putut să își revizuiască și să își sporească direcția creativă, descriind-o ca fiind un meticulos „proces de contemplare”. „Applause” a fost compus și produs de Gaga și DJ White Shadow, alături de Nick Monson și Dino Zisis, în drum spre turneul Born This Way Ball, în 2012. Martin Bresso, Nicolas Mercier, Julien Arias și William Grigahcine sunt alți textieri care au lucrat la melodie. În timpul unui interviu pentru postul Sirius XM Radio, solista a explicat sursa de inspirație din spatele piesei:
„Am realizat că aplauzele fanilor au fost cele care m-au făcut să continui cu adevărat. Pentru că aș fi fost gata să merg pe scenă și să plâng isteric deoarece nu înțelegeam cum mă simțeam. Mă simțeam foarte buimacă, am fost foarte amețită, am simțit foarte multă durere...dar e ca și cum, nu contează că știu ce doare cel mai mult pentru că am fost în turneu timp de un an. Nu am vrut să îi părăsesc, și pur și simplu nu puteam să anulez totul deoarece gândul să părăsesc 50,000 de copii într-o arenă îmi frângea inima. Și am mers în fiecare seară, și am cântat, și am cântat, și am cântat, până când nu am mai putut merge într-o noapte.”

## Structura muzicală și versurile
Ședințele de înregistrare ale cântecului au avut loc la Studiourile Recording Plant în Hollywood, California, și la Studioul Platinum Sound Recording, în New York City, alături de Dave Russell și asistenții Benjamin Rice și Andrew Robertson. Russell s-a ocupat, de asemenea, de mixarea piesei la Record Plant și la Studiourile Heard It!. Mixarea suplimentară a fost realizată de Bill Malina cu ajutor din partea lui Rice și Ghazi Hourani. Rick Pearl a realizat programarea suplimentară, iar Gene Grimaldi a finalizat masterizarea audio la Studiourile Oasis Mastering în Burbank, California.
„Applause” are un tempo de 140 de bătăi pe minut, și o durată de trei minute și 32 de secunde. Cântecul este compus în tonalitatea Sol minor, urmărind o progresie de acorduri de Sol minor–Fa–Mi♭–Do minor–Fa–Sol minor. Vocea cântăreței variază de la nota Fa3 la nota La6. Înregistrarea a fost încadrată în genurile muzicale electropop și Eurodance și a fost descrisă ca fiind o întoarcere la rădăcini, piesa reflectând sunete specifice albumului de debut The Fame (2008). Evan Sawdey de la PopMatters a descris melodia ca fiind  „mai apropiată de stilul lui «Just Dance» decât orice alt hit din era Born This Way, dar într-un mod mult mai agresiv, adresându-se și dominantului gradual EDM al radioului pop”. Erin Coulehan de la revista Rolling Stone a oferit o opinie similară, numind „Applause” „o revenire la era «LoveGame»”.
Producția piesei se axează în principal pe beat-uri hi-NRG, sintetizatoare sacadate și tobe puternice. Robbie Daw de la publicația Idolator a observat faptul că „pulsantele sintetizatoare de la început aduc aminte în mod instant de introducerea lui «Poker Face» — deși puțin mai rapidă de această dată — în timp ce refrenul încărcat de bătăi din palme se intensifică și se avântă cu aceeași nebunie pop care a făcut «Paparazzi» o adevărată încântare”. Michael Cragg de la ziarul The Guardian a descris compoziția piesei ca fiind „strălucită – plină de sintetizatoare zdrobitoare și beat-uri sacadate”, asemănând-o cu „un cântec glam-rock caraghios căruia i s-a oferit o reconstrucție techno”. Refrenul s-a remarcat prin „mixajul puternic de muzică pop cu influențe EDM, euforie k-pop și un strop de veselia albumului The Fame”. Solista cântă versurile „Give me the thing that I love (I'll turn the lights on) / Put your hands up make 'em touch (Make it real loud)” (ro.: „Dă-mi acel lucru pe care îl iubesc (O să aprind luminile) / Ridică-ți mâinile, fă-le să se atingă (Fă-o foarte tare)”). Vocea lui Gaga a fost comparată cu cea a lui David Bowie, Annie Lennox, și Grace Jones.
Din punct de vedere al versurilor, „Applause” vorbește despre modul în care cântăreața este dependentă de adorația fanilor, servind, de asemenea, drept replică pentru numeroasele critici pe care le-a întâmpinat. Bradley Stern de la website-ul MuuMuse a fost de părere că „Spre deosebire de «Born This Way», «Applause» este despre celebrarea nimeni alteia decât Mama Monstru însăși”. Potrivit artistei, versurile cântecului evidențiază diferența dintre un artist și o celebritate, continuând prin a spune: „Trăiesc pentru aplauze, însă nu trăiesc pentru atenția pe care oamenii mi-o acordă, spunându-mi că mă iubesc doar pentru că sunt faimoasă. Eu chiar trăiesc pentru a cânta pentru oameni, iar ei mă aplaudă pentru că au fost bine dispuși”.

## Coperta și lansarea
Gaga i-a prezentat lui Jimmy lovine, un director executiv al companiei de înregistrări Interscope Records, 40 de cântece, în vederea alegerii primului disc single de pe albumul Artpop. Dintre acestea, lovine l-a preferat pe „Applause”, ultima melodie difuzată. Artista a dezvăluit faptul că „Applause” a fost la un pas de a fi exclus din lista finală de cântece pentru album din cauza numărului mare de piese înregistrare. Gaga a confirmat faptul că „Applause” va fi următorul single, data lansării fiind anunțată drept 19 august 2013 Coperta oficială a single-ului a debutat pe website-ul Women's Wear Daily la 29 iulie 2013. Fotografia prezintă chipul lui Gaga, mânjit cu vopsea multicoloră și înconjurat de un cearșaf alb. Cântăreața a explicat că a ales această înfățișare mâzgălită din dorința de a simboliza momentul în care, la finalul unui spectacol, interpretul este vulnerabil și dornic de simpatia publicului. Coperta pentru „Applause” a fost comparată cu imaginea utilizată pentru albumul lui David Bowie din 1980, Scary Monsters (And Super Creeps).
La 10 august 2013, două fragmente ale cântecului au apărut în mod ilegal pe internet. Gaga i-a îndemnat pe fani să încearcă să șteargă materialele cât de repede posibil, oferindu-le instrucțiuni despre cum să raporteze informații despre distribuirea neautorizată ale cântecelor ei la Universal Music Group. Drept răspuns, fanii au raportat website-urile care distribuiau fragmentele ale cântecului, un total de 2500 de persoane trimițând link-uri către pagina companiei Universal. În ciuda eforturilor, fragmentele nu au putut fi șterse de pe internet. Astfel, Gaga și-a lansat piesa cu o săptămână mai devreme către diverse posturi de radio din Statele Unite. Single-ul a fost pus la dispoziție spre descărcare digitală în majoritatea țărilor după miezul nopții (EST) pe iTunes Store, alături de o precomandă a albumului Artpop. În următoarea zi, artista a participat la mai multe evenimente purtând un costum gotic și pictată pe față ca un clovn, similar cu coperta melodiei. Ziarul The Huffington Post a comparat schimbarea de stil cu Marilyn Manson, spunând: „Cu părul negru lăsat pe spate, o față plină de pudră albă și combinația de blazer negru cu tricou, Gaga ar putea fi ușor confundată cu Manson, dacă nu ar fi purtat tocurile ei înalte”. Artista a prezentat, de asemenea, un videoclip pentru „Applause” în premieră, conținând citate ale jurnaliștilor care i-au atacat în mod dur credibilitatea ca artist. În videoclip, Gaga este prezentă stând dezbrăcată într-o cameră albă, purtând o vizieră transparentă. Totodată, sunetele unui public care huiduie și batjocorește pot fi auzite în fundal. Citate directe de la critici și calomniatori pot fi văzute în partea de jos a clipului, precum „Lady Gaga e irelevantă” sau „Nu cumpărați noul single a lui Lady Gaga, «Applause»”. Clipul a fost conceput drept o încercare de psihologie inversă.
Deoarece fragmentele piesei au apărut în aceeași zi în care cântăreața de muzică pop Katy Perry și-a lansat single-ul „Roar”, „Applause” a fost aprig comparat cu acesta. Gaga a avut parte de o imagine negativă în presă în urma unor zvonuri conform cărora Interscope încearcă să crească artificial locul ocupat de piesă în clasamentul Billboard Hot 100, cu alte surse raportând faptul că s-ar încerca depășirea vânzărilor lui „Roar”. Cântăreața a primit critici aspre din cauza unor postări pe contul de Twitter prin care își încuraja fanii să cumpere cât mai multe copii ale single-ului, oferindu-le șansa să o întâlnească la Londra. Redactorul șef al revistei Billboard, Bill Werde, a fost critic cu privire la postare, opinând că „Un artist care postează pe Twitter și pe Facebook link-uri în care fanii pot să apese pe butonul de redare și să-și lase calculatoarele să meargă nonstop nu este întocmai spiritul pe care clasamentul nostru încearcă să îl promoveze”. În urma criticilor, Gaga a afirmat faptul că își va recompensa fanii cu cele mai creative idei, și nu doar pe cei care au cumpărat cele mai multe exemplare ale single-ului „Applause”.

## Recepția criticilor

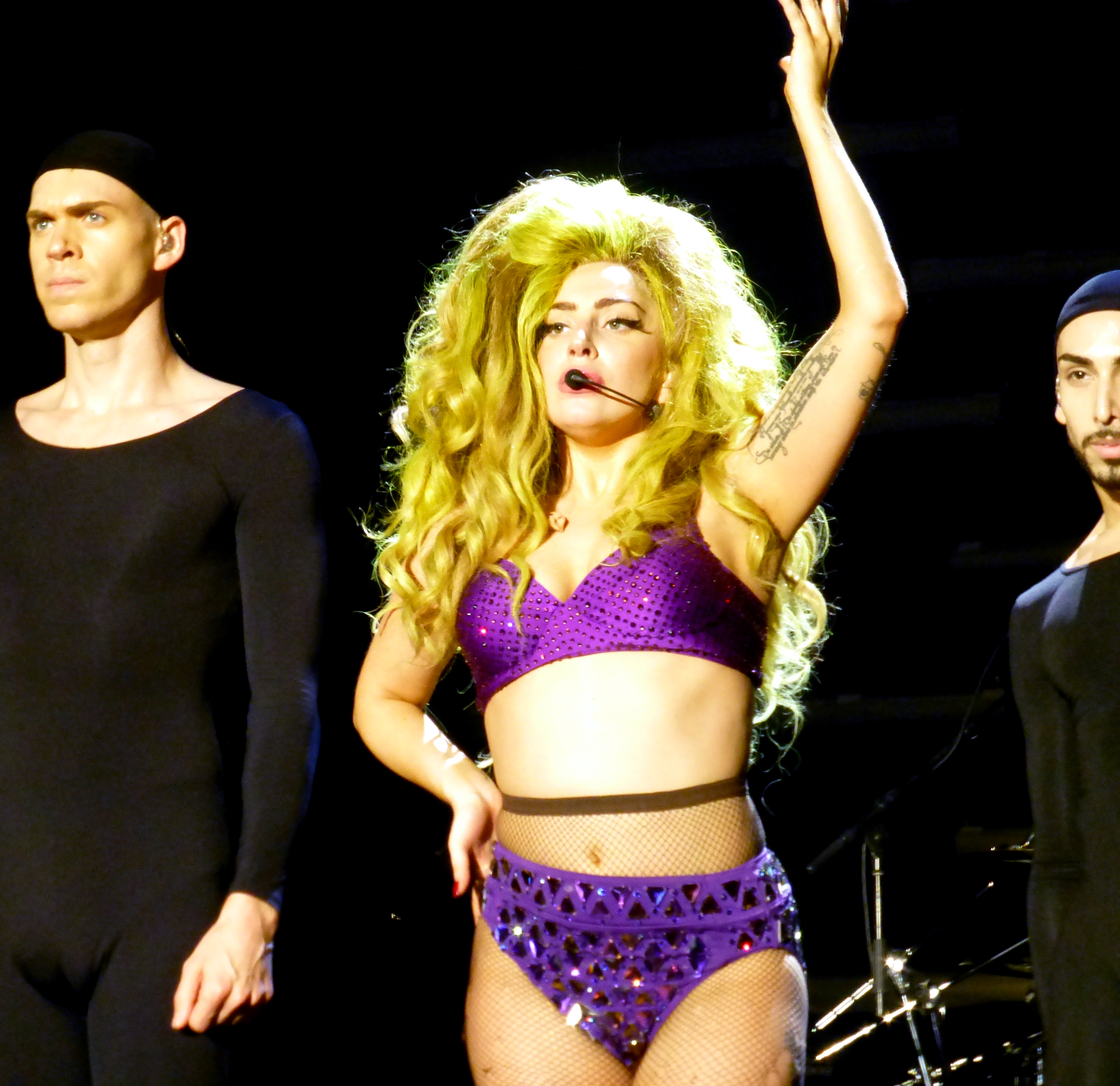
Lady Gaga interpretând „Applause” la spectacolul rezidențial de la Roseland Ballroom (2014).

„Applause” a primit, în general, recenzii favorabile din partea criticilor de specialitate. Chris Richards de la ziarul The Washington Post a scris: „[Cântecul] este bun. Poate chiar îndeajuns de bun încât merită să aplauzi lent. Fiindcă multe (prea multe!) din cântecele lui Gaga au fost proiectate pentru a stimula încrederea în sine a fanilor ei, iar această melodie o prezintă tânjind după uralele publicului de care orice superstar are nevoie pentru a supraviețui”. Jason Lipshutz de la revista Billboard a lăudat ante-refrenul piesei, remarcând faptul că: „Așa cum ne-am obișnuit, Gaga transformă o idee măreață într-o zornăială pe placul publicului”. Lewis Corner de la website-ul Digital Spy i-a oferit patru din cinci stele cântecului, fiind de părere că „Lady Gaga nu mai ține secret faptul că umblă după adorația lumii, și în ceea ce privește primul disc single, următorul ei spectacol grandios pornește foarte puternic încă de la început”. Carl Williot de la Idolator a lăudat melodia, spunând că „bifează toate căsuțele potrivite atunci când vine vorba de cântece pop încântătoare ... această piesă face exact ce ar trebui să facă orice melodie pop grozavă, te apucă de guler de la prima audiție și te face să te îndrăgostești de ea pe moment”. Într-o recenzie pentru ziarul The Huffington Post, Baggers a descris „Applause” ca fiind „apogeul muzicii pop: instantă, euforică, plină de veselie, și imposibil de a ți-o mai scoate din cap”.
Bradley Stern de la MuuMuse a oferit o recenzie pozitivă piesei, și a ajuns la următoarea concluzie: „Este un început solid? Aș zice că da. La același nivel cu «Bad Romance»? Ei bine, să nu ne lăsăm duși de val și să tragem concluzii pripite”. Sal Cinquemani de la Slant Magazine a opinat prin a spune că melodia este lipsită de „măreția și intensitatea” single-urilor anterioare, însă a observat faptul că „[Gaga] demonstrează că încă este capabilă să creeze un ante-refren captivant”. Mof Gimmers de la revista The Quietus a considerat că „Applause” a fost „puțin stângaci pe alocuri”, continuând prin a spune: „dacă te oprești din a avea așteptări mari de la Gaga, vei realiza că [melodia] are un refren mânios de irezistibil”. Deși Kevin Fallon de la website-ul The Daily Beast a criticat „versurile incoerente” ale cântecului, remarcând faptul că acestea „deveneau din ce în ce mai iertabile îndată ce refrenul de neclintit exploda”, considerând în cele din urmă „Applause” ca un punct culminant potrivit pentru albumul Artpop. Melinda Newman de la Hitfix i-a oferit piesei un calificativ B+, în timp ce Mike Driver de revista Clash a oferit o recenzie pozitivă, numind „Applause” unul dintre cele mai bune cântece de pe Artpop deoarece „bifează toate căsuțele indispensabile ale lui Gaga – o producție strălucită, câteva cuplete istețe, refrene cu care ai putea dărâma un bloc turn”. Cu toate acestea, el a opinat că melodia nu a reprezentat un progres muzical pentru artistă. Hilary Hughes de la revista Esquire a oferit un comentariu asemănător, fiind de părere că Gaga încearcă să meargă la sigur, iar piesa „nu explorează noi orizonturi pentru actuala regină a muzicii pop”.
Într-o recenzie mixtă, Evan Sawdey de la PopMatters a numit cântecul generic, afirmând: „dacă nu ar fi fost versurile ei impetuoase și introducerea cu sintetizatoare distorsionate, «Applause» nu s-ar distinge prea mult de celelalte single-uri de la radio, ceea ce îl face o alegere și mai curioasă pentru un prim disc single”. Marc Hogan de la revista Spin a criticat „instrumentalul dance robotic și anost”, considerându-l „puțin în urmă cu vremurile, având în vedere că piesele pop ale momentului care candidează pentru titlul de «Cântecul verii» s-au îndreptat către chitare ale anilor '70”. O altă recenzie mixtă a venit din partea lui Harry Hawcroft de la Contactmusic.com, acesta scriind: „Nu pot să-i ofer [melodiei] mai mult decât aplauze doar din politețe”.

## Performanța în clasamentele muzicale

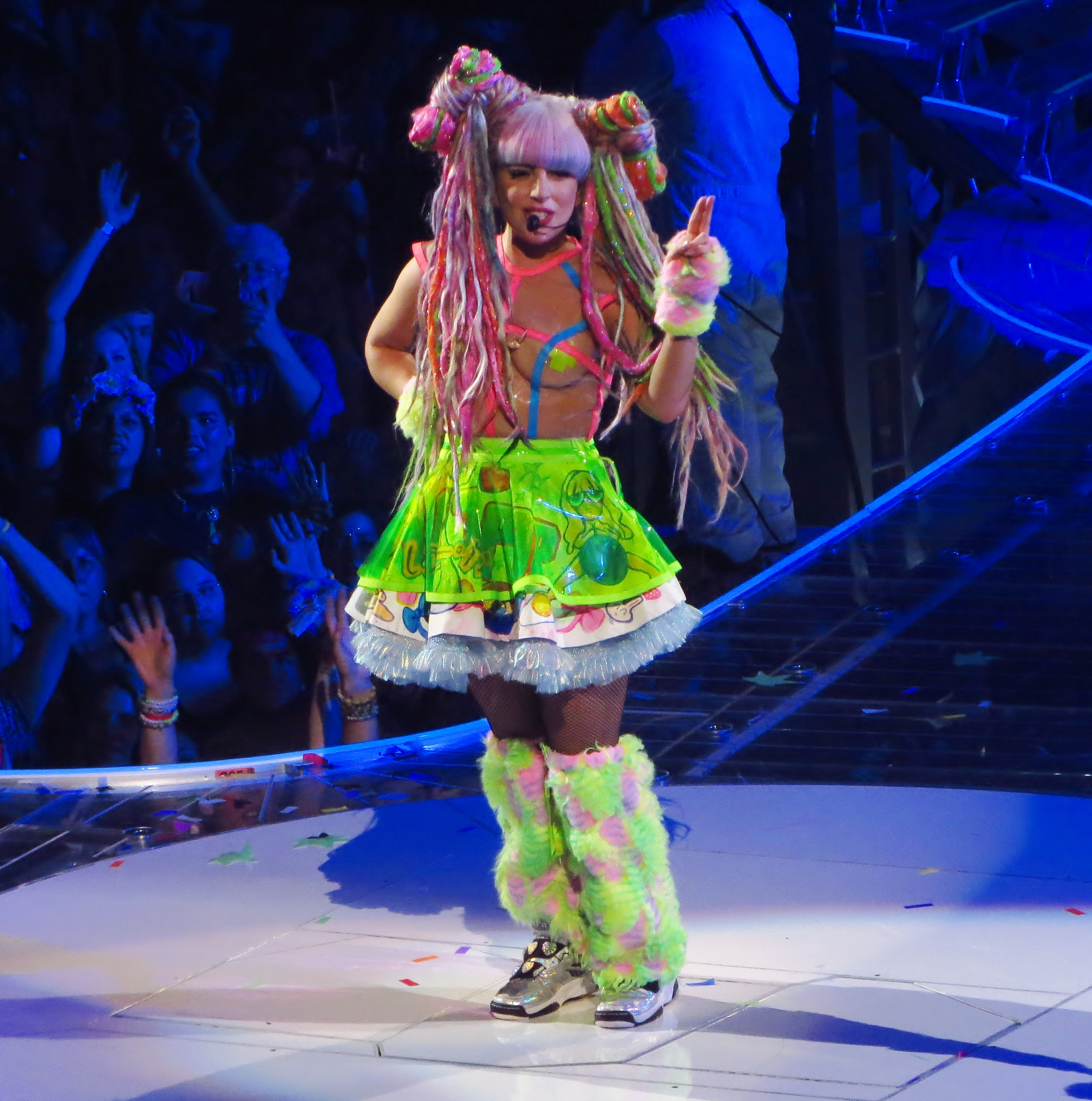
Lady Gaga cântând „Applause” în turneul ArtRave: The Artpop Ball (2014).

În Statele Unite, Nielsen SoundScan a anticipat faptul că „Applause” ar putea vinde peste 400.000 de exemplare în prima sa săptămână. La finalul săptămânii, Nielsen SoundScan și Billboard au scăzut numărul de copii ale single-ului de la 400.000 la 200.000–225.000. „Applause” nu a intrat în clasamentul Billboard Hot 100 în prima săptămână. Acesta s-a clasat, de asemenea, sub pragul clasamentului Top 75 al US Radio Songs, cu 16 milioane de difuzări acumulate de la 210 stații radio. Single-ul a fost trimis în mod oficial către posturile de radio la 19 august 2013. Melodia a ajuns pe locul întâi în topul pieselor dance/electronice, debutând, de asemenea, pe locul 20 în clasamentul Pop Songs; acesta a reprezentat cel mai mare debut al unei artiste solo în anul 2013. În următoarea săptămână, „Applause” a debutat pe locul șase în Billboard Hot 100. În urma lansării radio și din mediul digital, cântecul a obținut locul trei în topul Digital Songs, locul nouă în topul Streaming Songs, precum și locul 40 în topul Radio Songs.
În cea de-a doua săptămână în Hot 100, piesa a urcat pe locul patru, ajungând totodată pe locul trei în topul Streaming Songs (ca urmare a lansării videoclipului), și pe locul 35 în topul Radio Songs, în timp ce în topul Digital Songs, „Applause” a coborât pe locul cinci, vânzând 163.000 de copii. În cea de-a șasea săptămână, cântecul s-a vândut în 160.000 de exemplare, depășind astfel pragul de un milion de exemplare, și devenind cel de-al unsprezecelea single al solistei care reușește această performanță. În aceeași săptămână, melodia a obținut locul nouă în clasamentul Radio Songs, devenind cel de-al zecelea ei șlagăr de top 10. „Applause” a reușit să petreacă un total de 14 săptămâni consecutive în top 10 în Billboard Hot 100. Până în februarie 2018, single-ul s-a vândut în 2,7 milioane de copii în Statele Unite, primind, de asemenea, trei discuri de platină din partea Recording Industry Association of America (RIAA).
Potrivit Official Charts Company, „Applause” s-a vândut în peste 10.000 de exemplare în doar câteva ore în Regatul Unit. Piesa a debutat pe poziția sa maximă, locul cinci, în topul UK Singles Chart, devenind cea mai bună poziție a unui single de-al artistei de la „Born This Way” (2011). Single-ul s-a vândut în 38.042 de copii până la finalul primei săptămâni, coborând către locul nouă în cea de-a doua sa săptămână. „Applause” a fost prezent în clasament timp de 20 de săptămâni. British Phonographic Industry (BPI) i-au oferit discul de aur cântecului, aproximativ 300.000 de exemplare fiind vândute până în septembrie 2016. Single-ul a primit, de asemenea, discuri de aur sau de platină în țări precum Australia, Canada Italia, Noua Zeelandă sau Suedia.

## Videoclipul muzical

### Informații generale

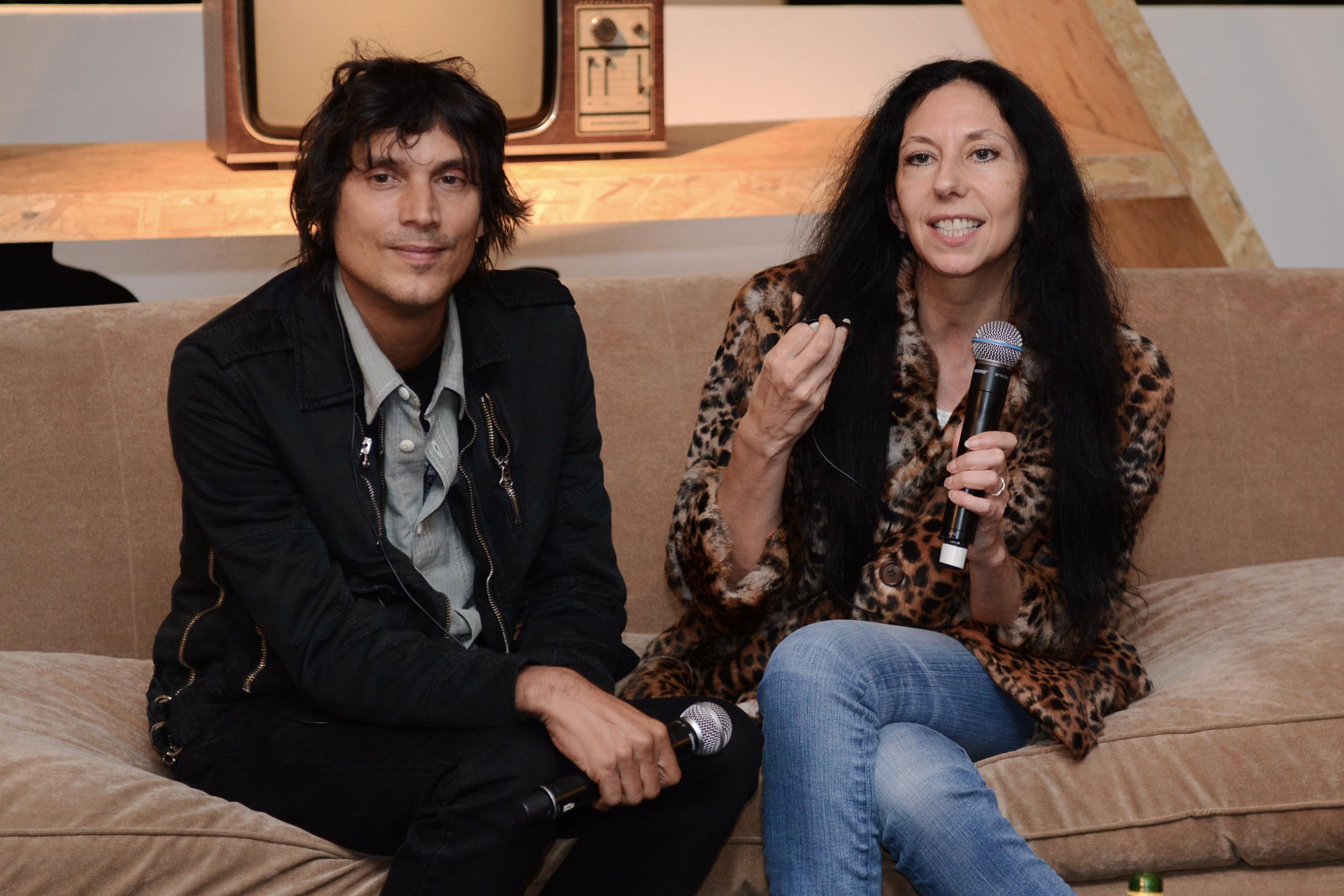
Inez și Vinoodh, regizorii videoclipului piesei „Applause”.

Videoclipul piesei „Applause” a fost regizat de fotografii de modă Inez și Vinoodh, cu care Gaga a lucrat anterior la o serie de filme de modă în 2011, precum și o ședință foto pentru revista V. Videoclipul a fost filmat pe o perioadă de peste trei zile la studiourile Paramount Pictures în Hollywood, California, pe două platouri de filmare diferite. Gaga a fost inspirată de filmele mute și filmele de groază timpurii, explicând că ideea din spatele clipului este pasiunea ei pentru schimbări și transformări și descriindu-l, de asemenea, drept „o iconografie în mișcare, ca o magie”. Gaga și echipa ei au decis să folosească diferite înfățișări pentru videoclip, fiecare dintre ele fiind reprezentative pentru personalitățile diferite ale sale în calitate de interpretă. Ținutele purtate în videoclip includ creații ale lui Gareth Pugh, piese de modă veche ale lui John Galliano, precum și ținute create de Haus Of Gaga.
Inez și Vinoodh au explicat că videoclipul simbolizează „această idee conform căreia ea trece printr-un chin pentru a se întoarce pe scenă, reprezentată de turnul cu laser roz. Și pare că își târăște acel picior ca pe un trofeu, și ajunge apoi pe scenă drept o persoană complet nouă și realizată”. Jo Ratcliffe, o ilustratoare din Londra cunoscută pentru abilitățile în materie de design grafic, a fost angajată pentru a oferi efecte de animație pentru videoclip. Aceasta a descris-o pe Gaga ca fiind „foarte puternică” în timpul filmărilor, adăugând că „nu am mai văzut niciodată pe cineva care să-și forțeze limitele atât de tare”. Gaga a vorbit despre această încordare într-un interviu pentru stația radio Z100 New York, explicând că i-a fost dificil să se modeleze în diferitele personalități înfățișate în clip.

### Lansare și rezumat
Înainte de lansarea videoclipului propriu-zis, casa de discuri a lui Gaga a încărcat un clip cu versuri pentru cântec. Versurile erau prezentate peste imagini filmate de artistă la clubul drag de noapte Micky's din Los Angeles. La 19 august 2013, Gaga a anunțat faptul că videoclipul va avea premiera în ziua respectivă, alături de un interviu live la emisiunea Good Morning America de pe canalul ABC. Cântăreața a sosit la studiourile Times Square, New York, purtând o rochie realizată în întregime din hârtie. În urma interviului, videoclipul a fost difuzat în premieră în mod simultan pe ecranele uriașe din Times Square, Midtown Manhattan.
Clipul conține atât scene filmate color, cât și scene filmate în alb și negru. Acesta s-a inspirat puternic din opere de artă, făcând referire la pictura lui Sandro Botticelli, Nașterea lui Venus, precum și către lucrarea lui Andy Warhol, Marilyn Diptych. Videoclipul include scene artistice și complexe, precum cea în care cântăreața stă într-o colivie de păsări, cea în care aceasta stă într-un joben uriaș, sau cea în care capul Gaga este suprapus pe gâtul unei lebede. Totodată, clipul conține și scene simpliste, prezentând-o pe artistă purtând o eșarfă pe cap și o ținută neagră, sau dansând alături de un cearșaf alb și purtând un machiaj luminos, o scenă similară cu coperta single-ului. Pe parcursul videoclipului, explozia de culori este prezentată într-un mod teatral. Pe măsură ce Gaga cântă versul „One second I'm a Koons then suddenly the Koons is me”, artista se transformă într-un hibrid om-lebădă neagră. Solista poartă, de asemenea, o lenjerie intimă în formă de mâini, precum și un sutien din scoici, asemănător cu decorul. Spre sfârșitul videoclipului, Gaga este prezentată într-o scenă violet cristalin, ținând în mână un buchet argintiu, sub formă de picior, compus din flori colorate, iar la final, artista face gesturi din mâini prin care formează fiecare literă din cuvântul Artpop. 

### Receptare critică și analiză
Videoclipul a primit, în general, recenzii pozitive din partea criticilor. Glenn Gamboa de la ziarul Newsday l-a descris drept un baraj alcătuit din imagini artistice care au menținut tema cântecului de a combina cultura pop cu arta. Erin Coulehan de la publicația Rolling Stone a observat faptul că videoclipul conține „moda tipică lui Gaga”, numindu-l ulterior un spectacol de lumini intermitente, culori vii, și coregrafii complexe. Kyle Anderson de la Entertainment Weekly a reluat, de asemenea, afirmația lui Coulehan conform căreia videoclipul prezintă modă specifică artistei, continuând prin a spune că „face piesa să sune infinit mai bine... Nu atinge înaltele note ale lui «Paparazzi» sau «Bad Romance», însă este un pas înainte în comparație cu videoclipurile mediocre ale albumului Born This Way”. Un redactor de la revista Billboard a fost de părere că videoclipul reprezintă „o colecție de posturi și scenarii artistice”, comparând sutienul din mănuși negre cu fotografia realizată de Janet Jackson pentru coperta ediției din septembrie 1993 a revistei Rolling Stone. Randall Roberts de la ziarul Los Angeles Times a opinat că videoclipul „în esență alcătuit din peste 20 de ședințe foto pentru revista Vogue, documentate și îmbinate. Nu există nici un alt scenariu decât premisa elementară «Am nevoie ca tu să îmi acorzi mai multă atenție», oferită printr-o observație puternică legată de cultura pop, faimă, și arta pe care Andy Warhol a observat-o acum 50 de ani”. Chiderah Monde de la ziarul New York Daily News a descris clipul drept „un portret direct despre cântăreață însăși”.
Un redactor de la Rolling Stone a comparat aspectul alb și negru din „Applause” cu videoclipul Madonnei pentru piesa „Vogue”, expresionismul german din anii '20, precum și filmul lui Ingmar Bergman, A șaptea pecete. El a observat, de asemenea, influențe ale Lizei Minnelli, formației Tom Petty and the Heartbreakers, „Don't Come Around Here No More”, și picturii lui Sandro Botticelli, Nașterea lui Venus. Un jurnalist de la ziarul The Independent a scris: „Prezentând-o pe Gaga în numeroase deghizări (precum cea a unui artist Beatnick, cea în care fața îi este mânjită de machiaj pentru clovni, cea în care aduce puțină androginitate de-a lui David Bowie purtând un sutien realizat din mănuși negre din piele, sau cea în care sunt prezente creaturi înaripate), puternica energie a videoclipului ce însoțește noului ei single este un talmeș-balmeș de imagini artistice care par să scoată în evidență înfățișarea în continuă schimbare a prințesei pop”. Chris Rozvar de la Vanity Fair a descris clipul drept un o ședință foto în mișcare pentru revista Interview, „doar că mult mai nebunesc”. Redactorul a concluzionat prin a spune că videoclipul conține și „absurdități specifice Gaga”, lăudând totodată zâmbetul acesteia din diferite cadre și considerându-le un punct culminant. James Montgomery de la MTV News a fost de părere că videoclipul „o înfățișează pe Gaga trăgând cortina înapoi către procesul ei creativ, prezentându-i spectatorului cum este dispusă să facă orice pentru a mulțumi publicul”. Într-o recenzie pentru Hitfix, Melinda Newman a considerat că „Gaga continuă interpretarea artistică cu acest videoclip foarte teatral”, continuând prin a spune că „nu este nimic ce Lady Gaga nu va face pentru a-ți atrage atenția”.
Pe de altă parte, March Hogan de la revista Spin a scris: „«Some of us just like to read» (ro.: «Unora dintre noi pur și simplu ne place să citim») cântă ea, iar asta ne include și pe noi. Însă este mult mai ușor să aplauzi ceva care te emoționează sau te atinge, decât ceea ce pare a fi o reclamă neinteligibilă a mărcii sofisticate Gaga”. Revista Consequence of Sound a scris: „capul artistei apare pe o lebădă neagră, iar ea și defilează purtând bikini cu scoici. Dacă nici asta nu îi va crește vânzările, eu nu mai cred în artă”. Hilary Hughes de la revista Esquire a fost de părere că „videoclipul bifează toate căsuțele legate de excentricitatea lui Gaga: sclipici, sâni pipăiți, animale bizare, spațiu, membre tăiate, imagini devoționale, nuditate, neoane, etc. Cu toate acestea, pur și simplu nu reușește să redefinească aceste aspecte, așa cum videoclipurile anterioare — notabil «Bad Romance», «Paparazzi» și «Judas» — au făcut-o”. Spencer Kornhaber de la revista The Atlantic a considerat că Gaga s-a parodiat pe ea însăși în videoclip, sugerând faptul că obiectivul ei a fost „să creeze un clip care să reușească atât sărbătorirea, cât și batjocorirea carierei ei de până acum”. Acesta a continuat prin a spune că efortul ei a fost nememorabil în comparație cu cele anterioare.

## Interpretări live și apariții în mass-media
| Imagine indisponibilă |  | Imagine indisponibilă |
| În timpul interpretării piesei „Applause” la ediția din 2013 a premiilor MTV Video Music Awards, Lady Gaga și-a prezentat cariera prin mai multe schimbări de garderobă pe scenă, cu înfățișări din erele anterioare, cel mai notabil peruca bob din turneul The Fame Ball Tour sau peruca galbenă din turneul The Monster Ball Tour (fotografii). |  |                       |

Piesa a fost pentru prima dată interpretată live la ediția din 2013 a premiilor MTV Video Music Awards. Gaga a început spectacolul purtând o bentiță în formă de pătrat pe cap și o capă, toate albe, iar huiduielile pre-înregistrate au fost rapid înlocuite de sunetul unor aplauze. Ulterior, Gaga a alunecat pe scenă și a fost ajutată de dansatorii ei să se schimbe într-un costum cu paiete negre, cântând și realizând coregrafia complicată prezentată și în videoclipul piesei. De-a lungul spectacolului a schimbat costume și peruci pe care le-a mai purtat în timpul carierei sale. După ce a dansat cu o minge albastră lucioasă creată de Jeff Koons, Gaga a încheiat spectacolul ieșind la suprafață din spatele unui decor asemănător unei jungle, îmbrăcată cu un bikini format din scoici și o perucă blondă cârlionțată, făcând apoi o plecăciune. Solista a colaborat cu regizorul de teatru experimental Robert Wilson pentru spectacol. Acesta a proiectat fundalul unei jungle sclipitoare, cu litere silabisind „Applause” suspendate de crengile copacilor. Gaga a descris spectacolul ca fiind „Foarte frumos, este foarte important pentru mine ca artistă. Simt în multe feluri că această interpretare este ca o metaforă uriașă pentru mine”. De asemenea, a descris producția ca fiind „cel mai solicitant spectacol din punct de vedere fizic pe l-am făcut, vreodată”.
„Applause” a fost ultima piesă interpretată la Roundhouse în Londra, ca parte a concertului care a fost difuzat live pe 1 septembrie 2013 pentru festivalul iTunes. Ultima ținută purtată de Gaga la acest concert a fost compus dintr-un „sacou verde de circ, un joben și cizme argintii strălucitoare”, interpretând cântecul alături de „o rezervă nelimitată de dansatori flexibili, îmbrăcați în haine negre” ce dansau cu scaune, în spatele artistei. Pe 9 septembrie 2013, Gaga a cântat single-ul la emisiunea Good Morning America, purtând ținute ale personajelor din filmul Vrăjitorul din Oz. „Applause” a servit ca bis în timpul evenimentului de lansare a albumului Artpop, ArtRave, ce a avut loc la Brooklyn Navy Yard, New York, în primele ore a zilei de 11 noiembrie 2013. Cântăreața a fost gazda episodului de pe 16 noiembrie 2013 a emisiunii Saturday Night Live, începând programul cu o interpretare în stilul musicalului Chicago a „Applause” ce s-a transformat ulterior într-o interpretare a piesei „New York, New York”. Mai târziu în aceiași lună, Gaga a cântat piesa la o ediție TV specială numită Lady Gaga and the Muppets Holiday Spectacular, atât drept cântec solo, cât și alături de păpușile Muppets. Un alt spectacol a avut loc la Jingle Bell Ball la 8 decembrie 2013, acolo unde solista cântat „Applause” și alte piese din discografia ei.

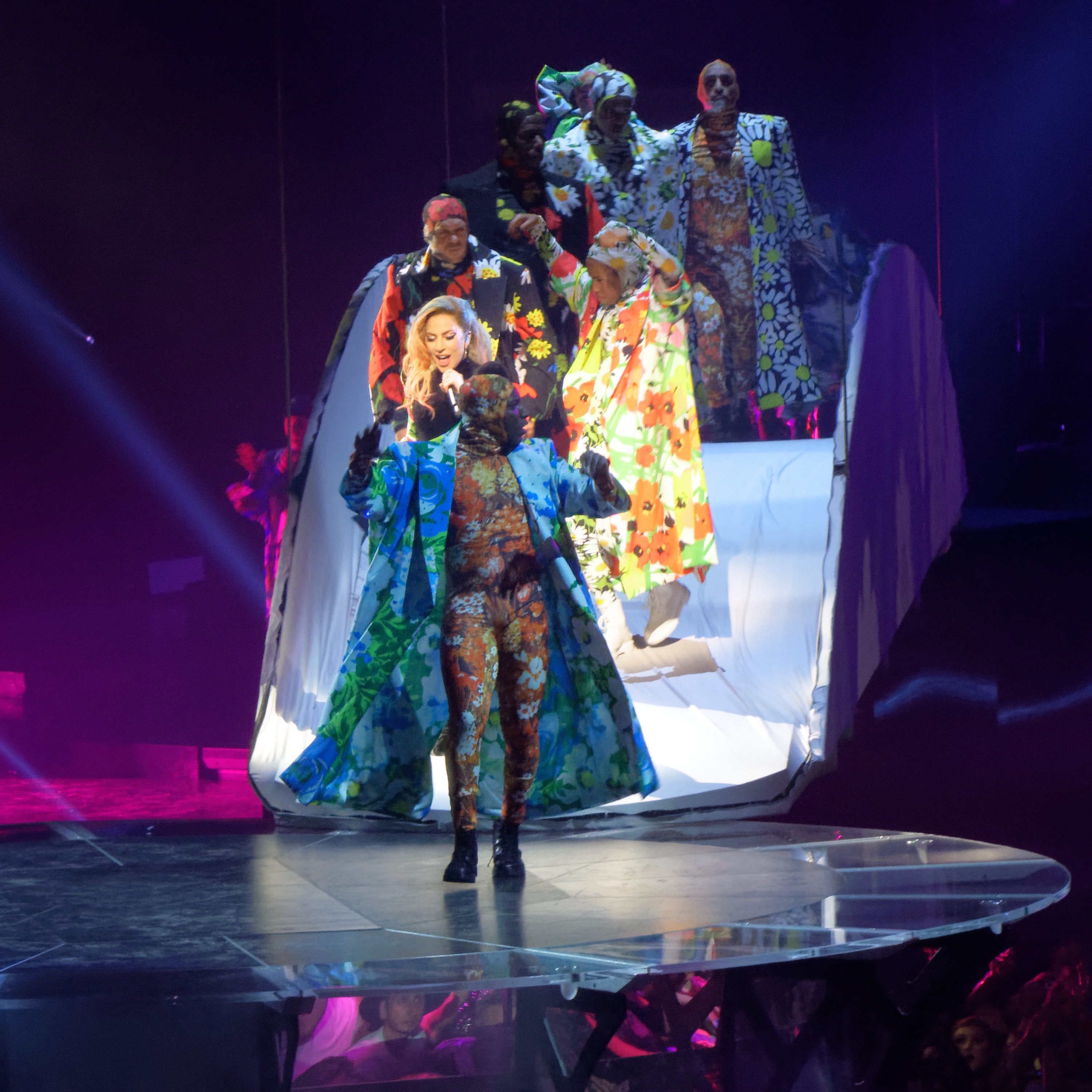
Gaga și dansatorii ei, interpretând „Applause” în costume cu model floral în timpul turneului Joanne World Tour (2017).

Gaga a cântat piesa și la festivalul de muzică South by Southewst (SXSW) în Austin, Texas, în luna martie a anului 2014, alăturându-se scenei alături de actele de deschidere și prietenii ei, Dirty Pearls, Semi Precious Weapons și Lady Starlight. „Applause” a fost ulterior inclus în lista de cântece pentru spectacolul rezidențial a lui Gaga de la Roseland Ballroom. În timpul interpretării, artista a purtat lenjerie intimă de culoare violet încrustată cu paiete cu o mască asortată și o perucă colorată în verde. Single-ul a fost inclus și în lista de piese pentru turneul ArtRave: The Artpop Ball Tour. După finalizarea melodiei „Bad Romance”, cântăreața i s-a alăturat dansatorilor de pe podium, dansând coregrafia și purtând un costum cu influențe rave. Brad Wheeler de la The Globe and Mail a descris spectacolul ca fiind „de neoprit și captivant”, criticând totodată producția acestuia deoarece acoperă vocea solistei, spunând „Ea nu e ca Jennifer Lopez, sau Britney Spears, sau chiar Madonna, care au fost crescute drept dansatoare, nu ca muzicieni. Și totuși, ea preferă aceste spectacole care, prin design-ul lor, nu îi scot în evidență toate abilitățile ei”.
În anul 2017, „Applause” a fost inclus în spectacolul lui Gaga de la festivalul Coachella drept antract video, versuri ale cântecului apărând pe ecranele uriașe pe măsură ce artista își schimba ținuta în culise. Pentru turneul Joanne World Tour (2017-2018), trei podiumuri au fost suspendate în aer, acestea fiind ulterior coborâte în timpul interpretării single-ului, permițând astfel solistei și dansatorilor ei să traverseze către alte trei scene mai mici de pe pământ. În timpul spectacolului, artista a purtat un costum mulat negru cu mâneci împodobite cu trandafiri, în timp ce dansatorii acesteia au fost costumați în robe kimono cu modele cu flori. Gaga a cântat single-ul și în cadrul spectacolului rezidențial Enigma (2018–2020) organizat în Las Vegas.
„Applause” a fost interpretat de membrii clubului glee din serialul Glee, în cadrul episodului „A Katy or a Gaga”. Piesa a fost pusă la dispoziție spre difuzare pentru stația radio ficțională Non-Stop-Pop FM din versiunile pentru PS4, Xbox One sau PC a jocului Grand Theft Auto V. În 2016, single-ul a fost difuzat într-un concurs de playback (cunoscut sub denumirea de „Lipsync for Your Life”) între Naysha Lopez și Laila McQueen în primul episod din cel de-al optulea sezon al emisiunii RuPaul's Drag Race.

## Ordinea pieselor pe disc și formate
| - Versiuni remix distribuite digital 1. „Applause” (Empire of the Sun Remix) – 4:08 2. „Applause” (Viceroy Remix) – 4:27 3. „Applause” (Purity Ring Remix) – 3:04 4. „Applause” (Bent Collective Club Mix) – 7:26 5. „Applause” (DJ White Shadow Electrotech Remix) – 5:49 6. „Applause” (Fareoh Remix) – 4:52 7. „Applause” (DJ White Shadow Trap Remix) – 4:09 8. „Applause” (Goldhouse Remix) – 4:34 | - Descărcare digitală 1. „Applause” – 3:32 - CD Single distribuit în Regatul Unit 1. „Applause” – 3:32 2. „Applause” (Instrumental) – 3:32 |

## Acreditări și personal
Management
- Înregistrat la Studiourile Record Plant, Hollywood, California și la Studioul Platinum Sound Recording, New York City, New York
- Masterizat la Studiourile Oasis Mastering, Burbank, California
- Stefani Germanotta P/K/A Lady Gaga (BMI) Sony ATV Songs LLC/House of Gaga Publishing, LLC/GloJoe Music Inc. (BMI), Maxwell și Carter Publishing, LLC (ASCAP), administrați de Universal Music Publishing Group și Maxwell și Carter Publishing, LLC (BMI) administrați de Universal Music Publishing Group, Etrange Fruit (SACEM), Mercer Music (SACEM), Guess Publishing (SACEM), Fuzion (SACEM) Administrați de Get Familiar Music (ASCAP)

Personal
- Lady Gaga – textier, voce principală, producător
- Paul „DJ White Shadow” Blair – textier, producător
- Dino Zisis – textier, producător
- Nick Monson – textier, producător
- Martin Bresso – textier
- Nicolas Mercier – textier
- Julius Arias – textier
- William Grigahcine – textier
- Dave Russell – înregistrare, mixare
- Benjamin Rice – înregistrare și asistent mixaj
- Andrew Robertson – asistent înregistrare
- Bill Malina – mixare suplimentară
- Ghazi Hourani – asistent mixaj
- Rick Pearl – programare suplimentară
- Gene Grimaldi – masterizare

Persoanele care au lucrat la acest cântec sunt preluate de pe broșura albumului Artpop.

## Prezența în clasamente
| Țară (clasament 2013–2014)                              | Poziția maximă | Referință |
| ------------------------------------------------------- | -------------- | --------- |
| Australia (ARIA)                                        | 11             | [ 131 ]   |
| Australia (ARIA Dance)                                  | 2              | [ 132 ]   |
| Austria (Ö3 Austria)                                    | 6              | [ 133 ]   |
| Belgia (Ultratop 50 Flandra)                            | 10             | [ 134 ]   |
| Belgia (Ultratop 50 Valonia)                            | 5              | [ 135 ]   |
| Brazilia (Billboard Brasil Hot 100)                     | 53             | [ 136 ]   |
| Brazilia (Hot Pop Songs)                                | 16             | [ 136 ]   |
| Bulgaria (IFPI)                                         | 3              | [ 137 ]   |
| Canada (Canadian Hot 100)                               | 4              | [ 138 ]   |
| Canada (AC)                                             | 43             | [ 139 ]   |
| Canada (CHR/Top 40)                                     | 7              | [ 140 ]   |
| Canada (Hot AC)                                         | 8              | [ 141 ]   |
| Cehia (Rádio Top 100)                                   | 12             | [ 142 ]   |
| Coreea de Sud (Gaon)                                    | 1              | [ 143 ]   |
| Danemarca (Tracklist)                                   | 6              | [ 144 ]   |
| Elveția (Swiss Hitparade)                               | 7              | [ 145 ]   |
| Finlanda (Suomen virallinen lista)                      | 10             | [ 146 ]   |
| Franța (SNEP)                                           | 3              | [ 147 ]   |
| Germania (Official German Charts)                       | 5              | [ 148 ]   |
| Grecia (Greece Digital Songs)                           | 1              | [ 149 ]   |
| Irlanda (IRMA)                                          | 9              | [ 150 ]   |
| Israel (Media Forest)                                   | 7              | [ 151 ]   |
| Italia (FIMI)                                           | 2              | [ 152 ]   |
| Japonia (Japan Hot 100)                                 | 6              | [ 153 ]   |
| Liban (Lebanese Top 20)                                 | 1              | [ 154 ]   |
| Luxemburg (Billboard Luxembourg Digital Songs)          | 3              | [ 155 ]   |
| Mexic (Mexico Anglo Chart)                              | 7              | [ 156 ]   |
| Norvegia (VG-lista)                                     | 8              | [ 157 ]   |
| Noua Zeelandă (RMNZ)                                    | 7              | [ 158 ]   |
| Olanda (Dutch Top 40)                                   | 13             | [ 159 ]   |
| Olanda (Single Top 100)                                 | 15             | [ 160 ]   |
| Polonia (Polish Airplay Top 100)                        | 7              | [ 161 ]   |
| Portugalia (Portugal Digital Songs)                     | 8              | [ 162 ]   |
| Regatul Unit (OCC)                                      | 5              | [ 66 ]    |
| România (Airplay 100)                                   | 50             | [ 163 ]   |
| Rusia (Tophit)                                          | 25             | [ 164 ]   |
| Scoția (OCC)                                            | 5              | [ 165 ]   |
| Slovacia (Rádio Top 100)                                | 18             | [ 166 ]   |
| Slovenia (SloTop50)                                     | 13             | [ 167 ]   |
| Spania (PROMUSICAE)                                     | 1              | [ 168 ]   |
| Suedia (Sverigetopplistan)                              | 17             | [ 169 ]   |
| Statele Unite ale Americii (Billboard Hot 100)          | 4              | [ 170 ]   |
| Statele Unite ale Americii (Adult Contemporary)         | 24             | [ 171 ]   |
| Statele Unite ale Americii (Adult Top 40)               | 8              | [ 172 ]   |
| Statele Unite ale Americii (Dance Club Songs)           | 1              | [ 173 ]   |
| Statele Unite ale Americii (Dance/Mix Show Airplay)     | 14             | [ 174 ]   |
| Statele Unite ale Americii (Hot Dance/Electronic Songs) | 1              | [ 175 ]   |
| Statele Unite ale Americii (Mainstream Top 40)          | 4              | [ 176 ]   |
| Statele Unite ale Americii (Rhytmic)                    | 19             | [ 177 ]   |
| Ungaria (Rádiós Top 40)                                 | 2              | [ 178 ]   |
| Ungaria (Single Top 40)                                 | 1              | [ 179 ]   |
| Venezuela (Record Report)                               | 3              | [ 180 ]   |

| Țară (clasament)                                        | Poziția maximă | Referință |
| 2013                                                    | 2013           | 2013      |
| ------------------------------------------------------- | -------------- | --------- |
| Australia (ARIA)                                        | 93             | [ 181 ]   |
| Australia (ARIA Dance)                                  | 16             | [ 182 ]   |
| Austria (Ö3 Austria)                                    | 75             | [ 183 ]   |
| Belgia (Ultratop 50 Flandra)                            | 87             | [ 184 ]   |
| Belgia (Ultratop 50 Valonia)                            | 76             | [ 185 ]   |
| Canada (Canadian Hot 100)                               | 50             | [ 186 ]   |
| Elveția (Swiss Hitparade)                               | 68             | [ 187 ]   |
| Germania (Media Control AG)                             | 62             | [ 188 ]   |
| Italia (FIMI)                                           | 54             | [ 189 ]   |
| Japonia (Japan Hot 100)                                 | 19             | [ 190 ]   |
| Olanda (Mega Single Top 100)                            | 80             | [ 191 ]   |
| Regatul Unit (OCC)                                      | 75             | [ 192 ]   |
| Spania (PROMUSICAE)                                     | 46             | [ 193 ]   |
| Suedia (Sverigetopplistan)                              | 93             | [ 194 ]   |
| Statele Unite ale Americii (Billboard Hot 100)          | 37             | [ 195 ]   |
| Statele Unite ale Americii (Adult Top 40)               | 45             | [ 196 ]   |
| Statele Unite ale Americii (Dance Club Songs)           | 11             | [ 197 ]   |
| Statele Unite ale Americii (Hot Dance/Electronic Songs) | 8              | [ 198 ]   |
| Statele Unite ale Americii (Mainstream Top 40)          | 37             | [ 199 ]   |
| Ungaria (Rádiós Top 40)                                 | 28             | [ 200 ]   |
| 2014                                                    |                |           |
| Statele Unite ale Americii (Hot Dance/Electronic Songs) | 11             | [ 201 ]   |

## Vânzări și certificări
| \| Țara \| Vânzări/ puncte \| Certificare \| Referințe \| \| --------------------------------- \| --------------- \| ----------- \| --------- \| \| Australia (ARIA) \| +70.000 \| \| [202] \| \| Canada (Music Canada) \| +160.000 \| \| [203] \| \| Coreea de Sud \| +106.380 \| \| [204] \| \| Danemarca (IFPI Danemarca) \| +30.000 \| \| [205] \| \| Germania (BVMI) \| +150.000 \| \| [206] \| \| Italia (FIMI) \| +30.000 \| \| [69] \| \| Japonia (RIAJ) \| +100.000 \| \| [207] \| \| Mexic (AMPROFON) \| +60.000 \| \| [208] \| \| Noua Zeelandă (RMNZ) \| +7.500 \| \| [70] \| \| Regatul Unit (BPI) \| +300.000 \| \| [67][68] \| \| Suedia (GLF) \| +80.000 \| \| [71] \| \| Statele Unite ale Americii (RIAA) \| +2.700.000 \| \| [64][63] \| \| Venezuela (APFV) \| +20.000 \| \| [209] \| | Note - reprezintă „disc de aur”; - reprezintă „dublu disc de platină”; - reprezintă „disc de platină”; - reprezintă „triplu disc de platină”. |             |               |
| Țara | Vânzări/ puncte | Certificare | Referințe     |
| Australia (ARIA) | +70.000 |             | [ 202 ]       |
| Canada (Music Canada) | +160.000 |             | [ 203 ]       |
| Coreea de Sud | +106.380 |             | [ 204 ]       |
| Danemarca (IFPI Danemarca) | +30.000 |             | [ 205 ]       |
| Germania (BVMI) | +150.000 |             | [ 206 ]       |
| Italia (FIMI) | +30.000 |             | [ 69 ]        |
| Japonia (RIAJ) | +100.000 |             | [ 207 ]       |
| Mexic (AMPROFON) | +60.000 |             | [ 208 ]       |
| Noua Zeelandă (RMNZ) | +7.500 |             | [ 70 ]        |
| Regatul Unit (BPI) | +300.000 |             | [ 67 ] [ 68 ] |
| Suedia (GLF) | +80.000 |             | [ 71 ]        |
| Statele Unite ale Americii (RIAA) | +2.700.000 |             | [ 64 ] [ 63 ] |
| Venezuela (APFV) | +20.000 |             | [ 209 ]       |

## Datele lansărilor
| Țară                       | Dată               | Format              | Casă de discuri |
| -------------------------- | ------------------ | ------------------- | --------------- |
| Canada                     | 12 august 2013     | Descărcare digitală | Interscope      |
| Statele Unite ale Americii | 12 august 2013     | Descărcare digitală | Interscope      |
| Austria                    | 13 august 2013     | Descărcare digitală | Universal Music |
| Belgia                     | 13 august 2013     | Descărcare digitală | Universal Music |
| Finlanda                   | 13 august 2013     | Descărcare digitală | Universal Music |
| Franța                     | 13 august 2013     | Descărcare digitală | Universal Music |
| Germania                   | 13 august 2013     | Descărcare digitală | Universal Music |
| Irlanda                    | 13 august 2013     | Descărcare digitală | Universal Music |
| Italia                     | 13 august 2013     | Descărcare digitală | Universal Music |
| Luxemburg                  | 13 august 2013     | Descărcare digitală | Universal Music |
| Olanda                     | 13 august 2013     | Descărcare digitală | Universal Music |
| Noua Zeelandă              | 13 august 2013     | Descărcare digitală | Universal Music |
| Norvegia                   | 13 august 2013     | Descărcare digitală | Universal Music |
| Portugalia                 | 13 august 2013     | Descărcare digitală | Universal Music |
| Singapore                  | 13 august 2013     | Descărcare digitală | Universal Music |
| Spania                     | 13 august 2013     | Descărcare digitală | Universal Music |
| Suedia                     | 13 august 2013     | Descărcare digitală | Universal Music |
| Elveția                    | 13 august 2013     | Descărcare digitală | Universal Music |
| Regatul Unit               | 13 august 2013     | Descărcare digitală | Universal Music |
| Italia                     | 19 august 2013     | Difuzare radio      | Universal Music |
| Statele Unite ale Americii | 20 august 2013     | Difuzare radio      | Interscope      |
| Japonia                    | 11 septembrie 2013 | CD                  | Universal Music |
| Germania                   | 13 septembrie 2013 | CD                  | Universal Music |
| Singapore                  | 16 septembrie 2013 | CD                  | Universal Music |
| Regatul Unit               | 16 septembrie 2013 | CD                  | Universal Music |
| Franța                     | 16 septembrie 2013 | CD single           | Universal Music |
| Statele Unite ale Americii | 29 noiembrie 2013  | Vinil               | Interscope      |